# Lingua isan
La lingua isan (in thailandese ภาษาอีสาน, Phasa isan; [pʰaːsǎː ʔiːsǎːn]) è l'insieme dei dialetti derivati dalla lingua lao parlati in Thailandia.
Secondo una stima del 2004, la lingua era parlata da 20 milioni di persone, circa un terzo della popolazione thai. Viene parlata soprattutto nella regione dell'Isan, ovvero la Thailandia del nord-est, ma molti dei suoi abitanti sono emigrati per lavoro a Bangkok ed in altre regioni thailandesi, soprattutto nelle strutture turistiche del sud, e la si può sentire ovunque nel paese.
Nell'Isan è la lingua madre di circa l'88% della popolazione, ed è la seconda lingua di quasi tutti gli altri abitanti della regione. A seguito del processo di assimilazione culturale chiamato thaificazione, tuttora in corso, con cui il governo thailandese ha sradicato buona parte della cultura lao nell'Isan, la lingua soffre della mancanza di una propria scrittura e dell'insegnamento scolastico, nonché dell'infiltrazione della lingua thai, dalla quale sono stati mutuati diversi neologismi.

## Classificazione
La lingua Isan appartiene al ramo tai della famiglia linguistica tai kadai. Viene considerata un dialetto thai, un dialetto lao o anche una lingua autonoma. Di solito chi la parla come madre lingua la chiama isan o lao, quest'ultimo viene però considerato un peggiorativo dai madre lingua thai. È molto simile alla lingua lao, ma la capiscono anche i thai.

## Storia
Le lingue del ceppo tai sono state introdotte da migrazioni avvenute tra i 1000 ed i 3000 anni fa dalla Cina meridionale e si sono estese in una larga fascia di territori che vanno dall'Assam, nell'India nordorientale, all'isola di Hainan, in Cina meridionale. Furono probabilmente dovute alle espansioni dell'etnia cinese han e dell'etnia bai di Nanzhao ed all'invasione mongola della Cina nel XIII secolo. Vi era anche l'esigenza di trovare terreni adatti alla coltivazione del riso, più fertili di quelli cinesi.
Dopo aver sottomesso nel sudest asiatico le preesistenti popolazioni austroasiatiche, le stirpi tai hanno fondato i propri regni. I lao si stanziarono nella valle del medio Mekong, ed i siamesi (antico nome dei thai) nella valle del Chao Phraya. Il regno laotiano di Lan Xang (1354-1707) comprendeva l'odierno Laos e l'Isan, ma a seguito di conflitti interni si frazionò in tre regni minori, che furono preda della colonizzazione siamese alla fine del XVIII secolo. In tale occasione i siamesi si annetterono l'Isan, mentre gli altri territori vennero lasciati formalmente ai tre regni laotiani, che divennero stato vassalli. Fu nella prima metà del XIX secolo che i siamesi deportarono centinaia di migliaia di laotiani nell'odierno Isan, che a quei tempi era pressoché disabitato.
Con la colonizzazione del Laos ad opera dei francesi nel 1893, i siamesi furono in grado di mantenere tra i propri territori l'Isan, che era stata la prima regione che avevano annesso. A partire dall'inizio del XX secolo, la storia del Laos e del Siam rimasero separate.
I siamesi utilizzarono l'Isan come Stato cuscinetto contro i vietnamiti nel XIX secolo e contro i francesi nel XX. La regione ed i suoi abitanti furono lasciati in uno stato di semi-abbandono per lungo tempo. In seguito cominciarono gli sforzi governativi per sradicare la cultura lao ed introdurre quella siamese. Nel quadro del processo di thaificazione, fu vietato l'uso dell'alfabeto lao in favore del thai, reso obbligatorio l'uso della lingua thai nelle scuole, nelle amministrazioni ecc., e fu anche cambiato il nome della regione. Con l'obbligatorio uso del thai, lentamente la lingua isan si è scostata da quella laotiana, rimanendo comunque molto simile.

## Distribuzione geografica

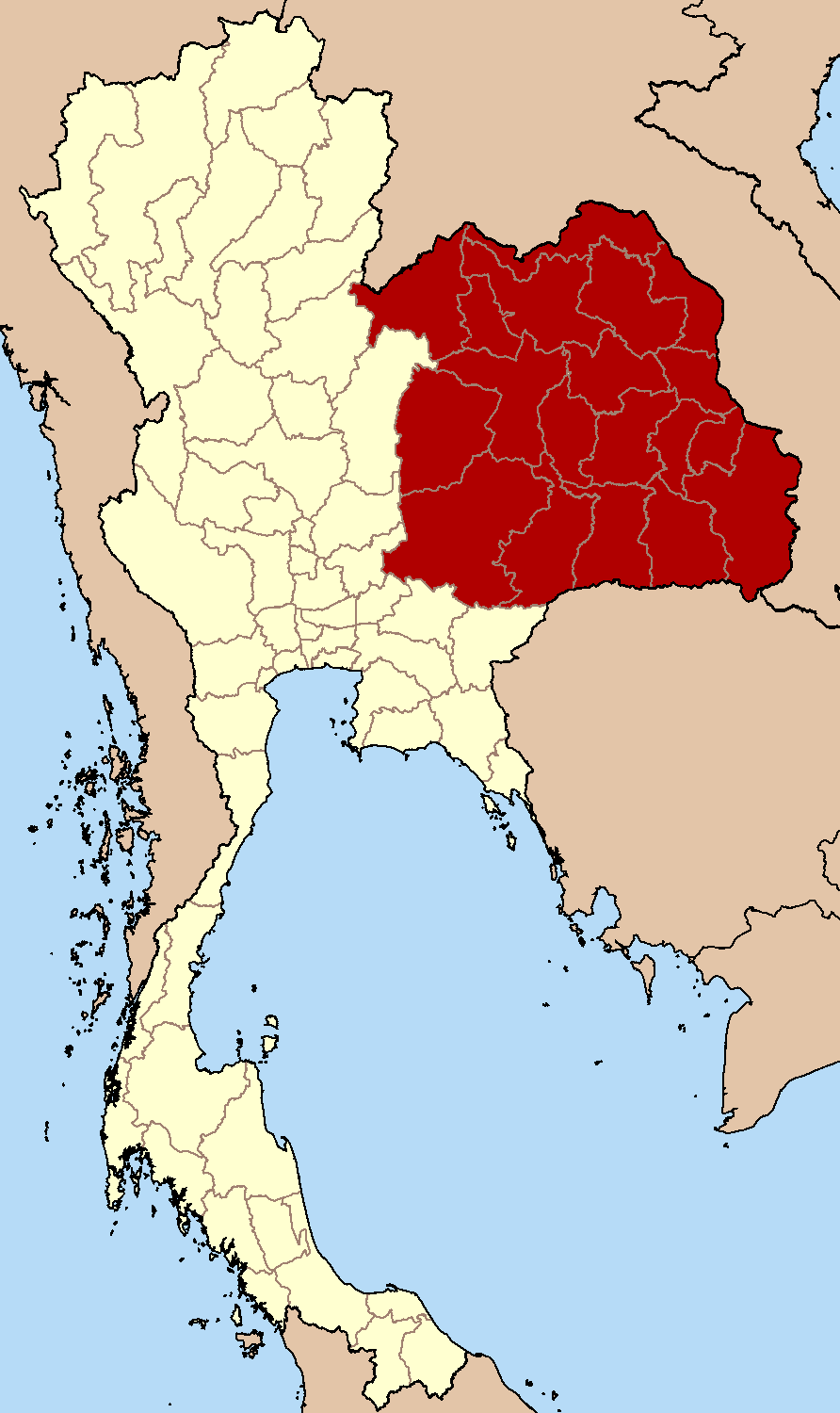
Mappa dell'Isan

Oltre che nella Thailandia del nord-est, la lingua isan si è radicata in alcune comunità nelle province di Uttaradit e Phitsanulok ed in alcune zone della Thailandia dell'est.
In alcuni villaggi dell'Isan la lingua lao è sopravvissuta nella sua integrità, quindi gli abitanti si differenziano da quelli isan, molti dei quali si sono invece trasferiti principalmente a Bangkok, ma anche in altre regioni della Thailandia e all'estero, dove la maggior parte delle comunità thai sono formate da membri dell'etnia isan.

### Dialetti laotiani
L'adozione del thai come lingua ufficiale, ha reso alcune parole, frasi e formalità linguistiche laotiane obsolete anche per chi parla l'isan, oltre che per i thai. I diversi dialetti isan riflettono i dialetti originali laotiani parlati da quei popoli lao prima di essere deportati in Isan nel XIX secolo. Di seguito la distribuzione di tali dialetti:
| Dialetto                                                       | Province del Laos                               | Province thailandesi                                                                               |
| -------------------------------------------------------------- | ----------------------------------------------- | -------------------------------------------------------------------------------------------------- |
| Lao di Vientiane (ภาษาลาวเวียงจันทน์)                             | Vientiane, Prefettura di Vientiane, Bolikhamsai | Nong Bua Lamphu, Chaiyaphum e parti di Nong Khai, Yasothon, Khon Kaen, e Udon Thani.               |
| Lao settentrionale (ภาษาลาวเหนือ)                               | Luang Prabang, Xaignabouli, Oudomxay.           | Loei e parti di Udon Thani e Khon Kaen.                                                            |
| Lao nordorientale/tai phuan (ภาษาลาวตะวันออกเฉียงเหนือ/ภาษาไทพวน) | Xiangkhoang e Houaphan.                         | Parti di Sakon Nakhon e Udon Thani.                                                                |
| Lao centrale (ภาษาลาวกลาง)                                     | Savannakhet e Khammouan.                        | Mukdahan e parti di Sakon Nakhon e Nong Khai.                                                      |
| Lao meridionale (ภาษาลาวใต้)                                    | Champasak, Salavan, Sekong e Attapeu.           | Ubon Ratchathani, Amnat Charoen e parti di Yasothon, Buriram, Si Sa Ket, Surin e Nakhon Ratchasima |
| Lao occidentale (ภาษาลาวตะวันตก)                                | [ N 4 ]                                         | Kalasin, Maha Sarakham, and Roi Et.                                                                |

1. ↑  Parlato anche in alcune zone della provincia di Uttaradit e di Phitsanulok, esterne all'Isan.
2. ↑  Sostanzialmente diverso dalla lingua lao, viene parlato dai membri dell'etnia tai phuan. Parlato anche in piccole comunità nelle province di Sukhothai, Uttaradit e Phrae.
3. ↑  Incrociato con il dialetto khmer settentrionale a Si Sa Ket, Surin e Buriram, e con la lingua thai di Khorat a Nakhon Ratchasima.
4. ↑  Il dialetto lao occidentale non è parlato in Laos.[12]

## Alfabeto
L'Isan si scrive oggi usando l'alfabeto thai, sebbene sia inadeguato per esprimere i fonemi ed i toni dell'isan e del lao. In precedenza l'isan veniva espresso con l'alfabeto tai noy, che venne bandito insieme alla lingua nelle scuole dal governo thai nel 1871. Rimangono oggi alcuni manoscritti in tai noy in alcune biblioteche dei templi ed in alcune incisioni murali antiche dei templi.

## Fonologia
La lingua isan ha alcuni suoni simili alla lingua lao ed altri simili al thai. Non ha la /r/ e la /tɕʰ/ del thai, e comprende la /v/ e la /ɲ/ del lao. La pronuncia thai ha comunque molto influito su quella odierna dell'isan.

### Semplificazione dei gruppi di consonanti
L'isan viene scritto con l'alfabeto thai, ma alcuni lettere nei gruppi di consonanti non vengono pronunciate, come nei seguenti casi:
- เพลง canzone (in thai phleng, pʰleːŋ) e ครอบครัว famiglia (in thai: khrop khrua, kʰrɔ̂ːp kʰrua) in isan sono pronunciate pheng, pʰeːŋ e khop khua, kʰɔ̂ːp kʰúaː.

### Sostituzione delle /r/ con /l/ o /h/
In Isan si pronunciano le parole thai che contengono la lettera ร (l'italiana /r/) usando la ล (corrispondente all'italiana /l/ ed alle lao ຣ o ລ) o la ฮ (l' /h/ aspirata inglese e la lao: ຮ).
- รถ automobile (in thai: rot, rót) and รำ danza (in thai ram, rám) sono pronunciate in Isan lot, lót e lam, lám.
- Le parole thai รัก amore (rak, rák) e ร้อน caldo (ron, rɔ´ːn)  vengono pronunciate in Isan e Laos hak, hák e hon, hɔ̂ːn.

### Sostituzione del fono /tɕʰ/ con /s/
In Isan si pronunciano le parole thai che contengono i foni ช /tɕʰ/, ซ /s/, ฌ /tɕʰ/, ซ /s/ e ฉ /tɕʰ/ usando una semplice /s/. Tali fonemi hanno tutti sfumature diverse dell'italiana /c/ di Cina.
- ช้าง elefante (in thai chang, tɕʰáːŋ) e ฌาน meditazione (in thai chan, tɕʰaːn) sono pronunciate in Isan ed in Laos sang, sâːŋ e san, sáːn).
- ฉบับ copia (in thai chabap, tɕʰàʔ bàp) e ฉิ่ง cimbalo (i thai ching, tɕʰìŋ), in Isan ed in Laos diventano sabap, sáʔ báp e sing, sīŋ.

### Sostituzione del fono /j/ con /ɲ/ (/gn/)
Le parole thai contenenti i foni ญ e ย (simili alla /j/ di jella) vengono in Isan e Laos pronunciate con una /ɲ/ (simile alla /gn/ di gnomo).
- ผู้หญิง ragazza (in thai phuying, pʰûː jǐŋ) e ยาย nonna materna (in thai yai, jaːj) vengono pronunciate phugning, pʰȕː ɲíŋ e gnai, ɲáːj.

### Accorciamento dei dittonghi
I dittonghi che comprendono la consonante vocalica ว (come la /w/ dell'inglese water) vengono in Isan spesso accorciati.
- ควาย bufalo d'acqua (in thai khwai, kʰwaːj) viene in Isan pronunciato khuay, kʰúɛj.

### Mantenimento di alcune pronunce lao
- แม่โขง Mekóng (in thai mèkhòng, mɛˆː kʰǒːŋ), viene pronunciato in Isan e Laos mèkhóng, mɛ̄ː kʰɔə̌ːŋ).

### Toni
Come il thai ed il lao, anche l'isan è una lingua tonale. La lingua thai prevede l'uso di 5 toni, quella isan spesso ne usa dai 5 ai 7. Mentre i thai hanno i toni ascendente, alto, medio, discendente e basso, in Isan vengono usati anche il basso discendente e l'alto discendente.